# Московець Семен Микитович
Семе́н Мики́тович Московець (16 січня 1900, с. Санжарівка (суч. Полтавка) Олександрівського повіту Катеринославської губернії (теперішній Пологівський район Запорізької області — 24 вересня 1971, Київ) — український вчений-фітопатолог.

## Біографія
Народився в селянській родині; 1929 року закінчив Київський інститут народної освіти. У 1932—34 роках викладав у Київській вищій комуністичній сільськогосподарській школі; 1934-52 роки — завідувач сектору захисту рослин і відділу фітопатології Інституту бавовництва Міністерства сільського господарства Азербайджанської РСР.
В 1952-60 роках — заступник директора та завідувач відділу захисту рослин Інституту зрошувального землеробства (Херсон). З 1960 року — заступник директора і завідувач відділу вірусології, з 1962 — директор Інституту мікробіології та вірусології Академії наук УРСР.
Член-кореспондент Академії наук УРСР (1967), голова Українського мікробіологічного товариства (1963).
Напрямок праць: дослідження вірусних хвороб сільськогосподарських рослин.

## Наукові досягнення
Виявив збудників низки захворювань бавовнику; роботи з вивчення вірусних хвороб бобових культур та картоплі, виявлення шляхів їх поширення в природі, розробка методи боротьби з ними; досліджував структурні та ультраструктурні особливості вірусів рослин, їх біологічні антигенні властивості, взаємодію вірусів і клітин.
Наукові праці:
- «До мікофлори Півдня України» (1933),
- «Хвороби бавовнику» (1936, у співавторстві),
- «Віруси і вірусні хвороби бобових культур в Україні» (1971, у співавторстві),
- «Вірусні хвороби сільськогосподарських культур» (1975, у співавторстві).